# Saïd Business School
Saïd Business School est l'école de commerce de l'université d'Oxford, fondée en 1996 accrédité AACSB et EQUIS.

## Histoire
Bien que les prémices d'une école de management à Oxford remontent à 1965, la Saïd Business School a été officiellement fondée en 1996 grâce à une donation de l'homme d'affaires et philanthrope Wafic Saïd.

## Cours proposés
Les cours proposés sont : (ils comprennent des programmes doctoraux, des programmes de master et des études de premier cycle)
- Maîtrise en administration des affaires (MBA)
- Doctorats.

## Alumnis notables
- Cameron Winklevoss (MBA) - rameur olympique et entrepreneur
- Tyler Winklevoss (MBA) - rameur olympique et entrepreneur
- George Bridgewater (MBA) - rameur olympique
- Storm Uru (MBA) - rameur olympique

## Professeurs notables
- Richard Whittington, professeur de stratégie (chef du groupe stratégie)
- Tom Lawrence, professeur de stratégie
- Mari Sako, professeur de commerce international
- Ludovic Phalippou, professeur de finance (chef du groupe Finance)
- Sue Dopson, doyenne de la faculté
- Peter Tufano, doyen et directeur